# Cratere Nasir
Nasir è un cratere sulla superficie di Mercurio.
Il cratere è dedicato al poeta swahili Sayyid Abdallah Bin Ali Bin Nasir.